# هيو إدغار
هيو إدغار (بالإنجليزية: Hugh Edgar)‏ هو مهندس معماري بريطاني، ولد في القرن العشرين.